# Tarapacá, Amazonas
Tarapacá là một khu tự quản thuộc tỉnh Amazonas, Colombia. Thủ phủ của khu tự quản Tarapacá đóng tại Tarapacá Khu tự quản Tarapacá có diện tích ki lô mét vuông. Đến thời điểm ngày 28 tháng 5 năm 2005, khu tự quản Tarapacá có dân số 1680 người.